# Eduardo Santos (judoka)
Eduardo Santos (São Paulo, 22 de abril de 1983) es un deportista brasileño que compitió en judo. Ganó dos medallas en el Campeonato Panamericano de Judo en los años 2008 y 2009.

## Palmarés internacional
| Campeonato Panamericano | Campeonato Panamericano  | Campeonato Panamericano | Campeonato Panamericano |
| Año                     | Lugar                    | Medalla                 | Categoría               |
| ----------------------- | ------------------------ | ----------------------- | ----------------------- |
| 2008                    | Miami (Estados Unidos)   | Medalla de oro          | –90 kg                  |
| 2009                    | Buenos Aires (Argentina) | Medalla de plata        | –90 kg                  |